# 包瑞玲
包瑞玲（1960年—），女，蒙古族，辽宁北票人，中华人民共和国政治人物，中国民主建国会中央委员会委员、社会服务部部长。

## 生平
包瑞玲毕业于中央党校函授学院政法专业。2008年，担任全国人大环境与资源保护委员会委员。。2009年8月，中华职业教育社第十次全国代表大会召开，他出任中华职业教育社第十届理事会常务理事。2013年，被选为全国人大代表。2018年1月，当选第十三届全国政协委员。